# Кунст и Альберс

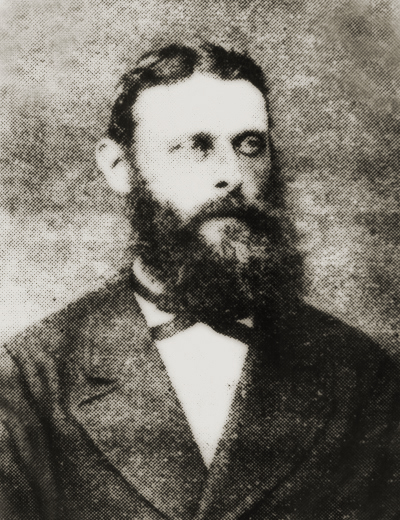
Густав Альберс

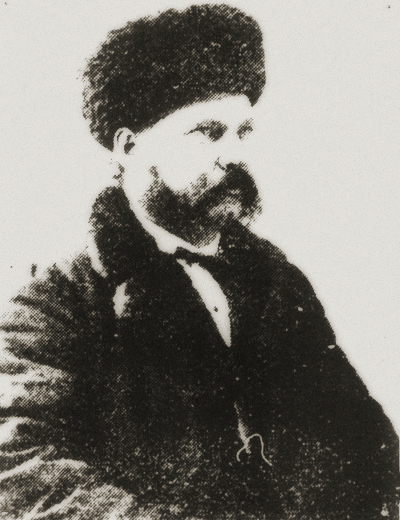
Густав Кунст

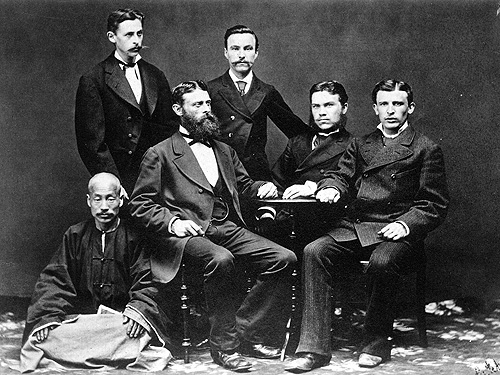
Фотография владельцев
(сидят: Альберс, Кунст и Даттан)
и управляющих

«Кунст и А́льберс» — товарищество, основанное немцами из Гамбурга Густавом Кунстом (1836—1905) и Густавом Альберсом (1838—1911) на Дальнем Востоке Российской империи и просуществовавшее до 1930-х годов.

## Обстановка
К началу 1850-х годов товарооборот немецких компаний на Дальнем Востоке в три раза превосходил Францию и догонял США и Англию.
Немецкие компании получали субсидии от своего правительства, банковские кредиты, поддержку страховых обществ и специальные судоходные линии и были нацелены в основном на импорт. Однако до 80 % торговли в Уссурийском крае контролировали китайцы. Русское купечество оказалось неконкурентоспособным, и правительство вынуждено было установить в 1862 году во Владивостоке режим порто-франко. В справочнике 1909 года указывается: «торговля в Приамурье собственно и не знает нормальных условий. Подъём и оживление беспорядочно чередуются с угнетением и застоем».

## История
Компаньоны повстречались в Шанхае и, решив, что в Китае трудно конкурировать в торговом деле с французами и англичанами, отправились во Владивосток, который представлял собой военное поселение с сотней жителей. Кунст уже путешествовал по Сибири и устроился в Шанхае, а Альберс служил штурманом и потерпел кораблекрушение на берегах Маньчжурии.
В 1864 году было основано главное подразделение во Владивостоке.
Для большинства немцев, прибывших на российский Дальний Восток из Германии, была характерна замкнутость и корпоративность. Они старались сохранить свою национальную среду и общались между собой на родном языке. При этом большие суммы тратились на благотворительность. Для приобретения земельных участков ими принималось гражданство и православие, в связи с чем в Германии был введён закон, налагающий запрет на двойное гражданство.
Фирма фрахтовала суда для доставки товаров из Китая во Владивосток, а вывозила грузы морской капусты и трепанга. Закупки велись на год вперёд, но товар уходил быстрее. Деятельность из года в год набирала обороты, а регулярные рейсы судов Добровольного флота во Владивосток, начавшиеся в начале 1880-х годов, открыли торговым компаниям новые возможности. Этому способствовал рост населения Владивостока к середине 1870-х годов до 8 тысяч жителей.
В 1884 году во Владивостоке на углу улиц Светланской и Суйфунской был открыт первый универсальный магазин Кунста и Альберса.
В 1886 году в бизнес вошёл немец Адольф Васильевич Даттан, работавший до этого в нём прокуристом (бухгалтером).
В начале 1890-х годов цены на местном рынке были в два—три раза выше, чем в Европейской России. Согласно утверждению управляющего Контрольной палатой В. И. Капустина в 1892 году: «Потребитель на Амуре пока беден, а бедные потребители всегда переплачивают. Торговля всегда берет большой процент там, где можно, и это очень естественно, потому что капитал не благодетель».

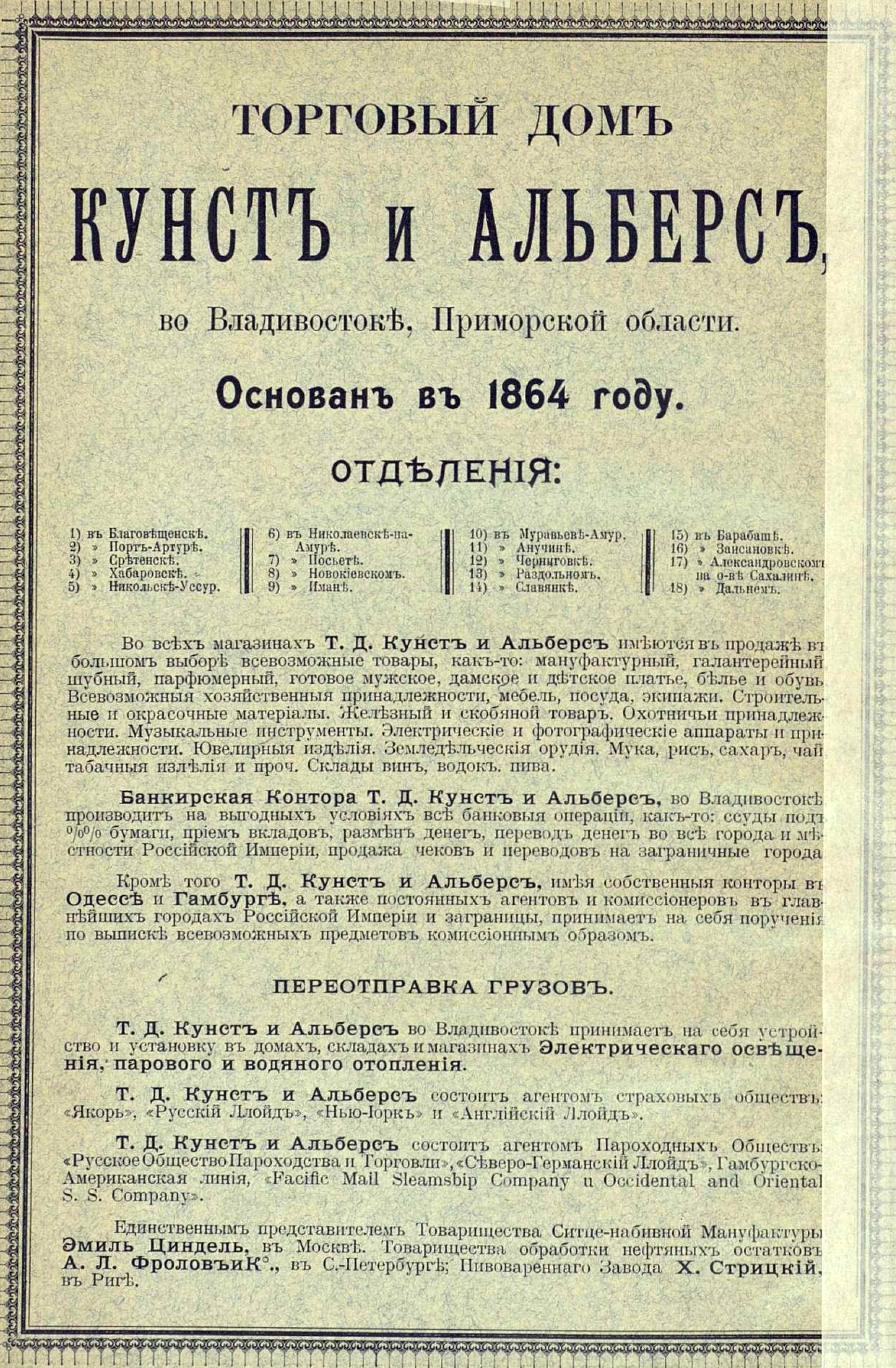
Реклама ТД «Кунст и Альберс», 1903 год

А. В. Даттан оправдывал положение дел тем, что торговые издержки на Дальнем Востоке были слишком велики по сравнению со сбытом, большую часть наценки «съедали» накладные расходы. Кроме того, финансовый риск здесь был выше, чем в Европейской России, но выше была и прибыль, иначе никто не стал бы заниматься столь трудоемким и долговременным бизнесом.

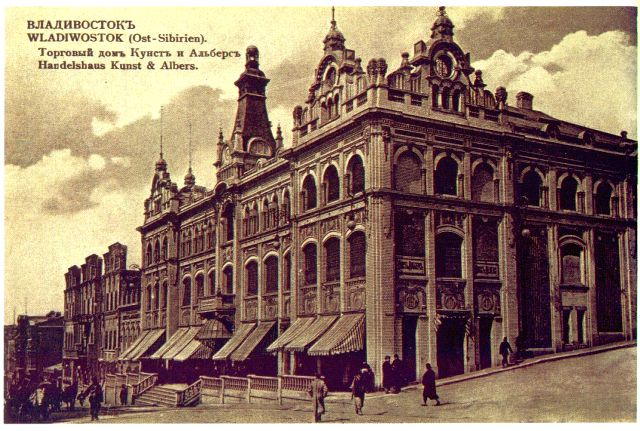
Торговый дом «Кунст и Альберс» во Владивостоке
(Управление товарищества)

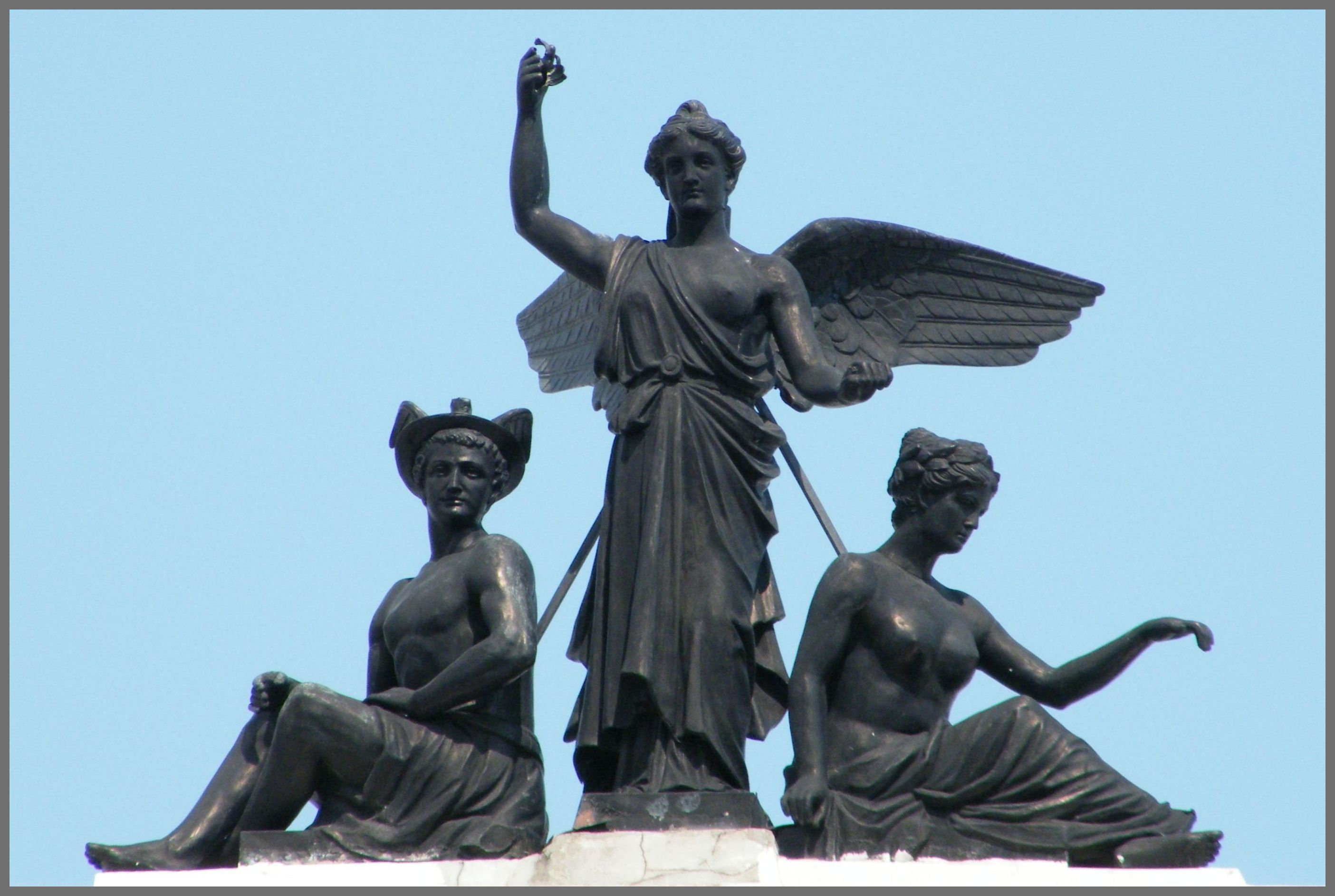
Скульптурная группа на торговом доме «Кунст и Альберс», Хабаровск
Средняя фигура держала в руке шпагу, правая фигура — весы. За давностью лет предметы утрачены

В 1888 году был открыт первый универсальный магазин в Никольске-Уссурийском, в 1893 — в Николаевске-на-Амуре, в 1894 — в Александровске на Сахалине, в 1895 — в Благовещенске и Хабаровске, в 1900 — в Харбине и, наконец, в 1913 году — в Облучье. Причем открытие даже в небольших посёлках (Посьет, Славянка, Раздольное, Анучино и др.) всегда было продиктовано торгово-экономическими перспективами.
Товарищество «Кунст и Альберс» ориентировалось на обслуживание образованной и обеспеченной элиты из офицерства и администрации и строило свои универмаги в самых престижных местах, позиционируя их как зоны «престижного потребления». Наёмные коммерсанты выписывались из Гамбурга.
В 1913 году годовой оборот фирмы составлял 16 миллионов рублей.
К 1914 году «Кунст и Альберс» владело 32 филиалами в Приамурье и офисами в Санкт-Петербурге, Москве, Одессе, Риге, Варшаве, Кобе и Нагасаки. Начав с оптовой торговли из Китая, фирма выросла до поставок сельскохозяйственной техники, перевозок и страхования. Открытый в 1893 году магазин во Владивостоке имел свой собственный паровой генератор. После того как в 1888 году из фирмы выбыл Кунст, а в 1910 году — Альберс, делами занялись сын Альберса — Винсент Альфред (1877—1960) и Даттан (Кунст детей не имел) и вели их до Первой мировой войны. С её началом в столичной прессе вышла статья, а затем книга, в которых торговый дом характеризовался как центр германского шпионажа. В результате действий конкурентов Даттан был арестован и вскоре отправлен в ссылку в Томскую область, несмотря на чин статского советника и потомственное дворянство. Управляющие перевели движимое имущество в Харбинский филиал Русско-Азиатского банка, а недвижимое имущество — под управление «Чурина и Ко»; в последнем служил Карл Рихтер и управлял имуществом до перемирия.

### Кампания по ликвидации
В 1914—1916 годах писатель Фердинанд Оссендовский, публиковавшийся под разными псевдонимами, развернул кампанию газетной клеветы, шантажа и вымогательства против крупнейшего на Дальнем Востоке торгового дома «Кунст и Альберс». Как замечал американский дипломат и историк Д. Ф. Кеннан, «в истории журналистики едва ли можно найти другой пример такой ожесточённой и долгой личной вендетты». Оссендовский, под псевдонимом Марк Чертван, написал повесть «Мирные завоеватели». А затем появилась газетная заметка, скорее всего вымышленная самим Оссендовским, анонсирующая подготовку к съемкам кинофильма по повести.

Компания «Кунст и Альберс» была прозрачно зашифрована в книге как «Артиг и Вейс», а её руководители А. Даттан и А. Альберс, соответственно, — под именами «Вотан» и «Альфред Вейс». Оссендовский, отнеся действие к эпохе русско-японской войны, рисовал широчайшую сеть немецкого шпионажа, охватившую Россию. Компания «Артиг и Вейс» и все её сотрудники напрямую подчиняются германским военному и военно-морскому ведомству и снабжают Берлин и Японию разведывательной информацией. В повести названы и другие, столь же прозрачно зашифрованные германские «шпионские гнёзда»: «Артур Родпель», «Хильманс», «Дангелидер», «Витман-Бауэрнамер», «Димменс», — то есть компании и торговые дома «Артур Коппель», «Э. Тильманс и Кº», «И. Лангелитье и Кº», «Гейтман-Аурнгаммер», «Сименс» и т. д. «Шпионская сеть» была описана широчайшим образом: 
немцы-колонисты, населяющие всю почти пограничную полосу Царства Польского и дальше до Бессарабии и до Балтийского моря <…> инженеры, фабриканты, приказчики различных немецких фирм <…> немецкие колонисты, поселившиеся по Волге <…> на Урале <…> скупщики леса и горных предприятий, а за Уралом, от Кургана до Омска <…> крупные скупщики сибирского масла.
Кампания против «Кунст и Альберс» была инспирирована и оплачена её основным конкурентом — фирмой «Чурин и Кº» под начальством А. Касьянова, газетой «Вечернее время», и, как позднее писал Оссендовский в письме в министерство финансов колчаковского правительства, в своей «борьбе с германцами во всех отраслях нашей жизни» он использовал денежные средства, предоставленные крупнейшим банкиром и предпринимателем Н. Второвым, председателем Центрального военно-промышленного комитета А. Гучковым и «польскими деятелями».
Выяснив подоплёку клеветнической кампании, «Кунст и Альберс» подал в суд на Оссендовского, Касьянова и редактора-издателя «Вечернего времени» Б. Суворина, что вызвало скандал в прессе.
С осени 1914 года начался планомерный разгром «Кунст и Альберс». Хотя проведённые обыски не дали доказательств шпионажа, немецкие и австрийские работники фирмы были сосланы в Сибирь; А. Даттан, дважды побывавший под арестом, был также сослан; в головное предприятие во Владивостоке и крупные филиалы были назначены правительственные инспекторы для надзора за финансами и наконец, с призывом А. Альберса в армию, торговый дом был фактически обезглавлен. В конце 1916 года «Чрезвычайная комиссия по борьбе с немецким засильем» пришла к выводу о необходимости ликвидировать «Кунст и Альберс». Несмотря на протесты городской думы Владивостока и городских властей Хабаровска и Никольска-Уссурийского, Совет министров в начале января 1917 года поддержал решение комиссии, распорядившись назначить временную администрацию для ликвидации компании, чему помешала революция.

После Февральской революции Оссендовский, при участии коллеги по «Вечернему времени» Е. Семёнова, сфабриковал ряд документов, призванных доказать связи большевистского руководства с германским правительством. Эти бумаги, проданные американскому посланнику Э. Сиссону, получили известность как «документы Сиссона». А. Альберс тоже стремился разоблачить Оссендовского и по возвращении в Германию, как установил В. Буря, обратился к директору Хабаровского краеведческого музея В. К. Арсеньеву, который в ответном письме от 21 мая 1925 года писал: 
Ваше любезное письмо с разрешением воспользоваться материалами об Оссендовском, который шантажировал Вашу фирму в гор. Владивостоке в 1914—1916 гг. — мною получено. <…> В настоящее время Оссендовский находится в Германии и из германофоба превратился в германофила. Он на всех перекрестках ругает русских и курит фимиам по адресу германского народа. Цена этому фимиаму такая же, как его шантажу Вашей фирмы в прошлом. <…> Господина Оссендовского надо вывести на чистую воду.
В 1923—1925 годах советские власти отобрали у компании свыше двух десятков зданий, часть из которых сдавали прежним владельцам, а к концу 1920-х годов обложили «Кунст и Альберс» непосильными налогами. Деятельность фирмы в России завершилась арестом счетов в 1930 году; китайские отделения «Кунст и Альберс» просуществовали до Второй мировой войны.

В конце 1920-х годов многие фирмы национализировались или подлежали ликвидации. Хабаровский филиал продержался дольше других — до 1930 года. В документе Хабаровского краевого комитета сказано: 
В результате многократных мобилизаций многие торговые фирмы края были вынуждены прекратить свою деятельность, из крупных фирм остались лишь конкурирующие «Чурин и К°» и «Кунст и Альберс». Ликвидация одной из них означает превращение другой в монополиста, что недопустимо в нынешние тяжёлые времена.

Двое из сыновей Даттана погибли, воюя на стороне царской армии, а третий управлял делами до 1960 года в Китае. Спустя 6 лет ссылки Даттан смог добраться до своей семьи в Наумбурге. Даттан собрал значительную коллекцию этнографических ценностей коренных жителей Приамурья, которые ныне хранятся в этнологическом музее в Вене.

## Список филиалов
- Владивосток
- Посьет
- Гамбург
- Славянка
- Барабаш
- Никольск-Уссурийский
- Одесса
- Благовещенск
- Анучино
- Новокиевск
- Раздольное
- Муравьёв-Амурский
- Иман
- Николаевск
- Черниговка
- Хабаровск
- Сретенск
- Порт-Артур
- Харбин
- Хинган
- Нагасаки
- Зайсановка
- Александровск-Сахалинский
- Дальний
- Гродеково
- Варшава
- Спасск-Дальний
- Осиповка
- Москва
- Владимир-Александровский
- Киев
- Рудная Пристань
- Михайлосемёновское
- Шкотово
- Алексеевск
- Александровск
- Веденка
- Пашково
- Облучье
- Ивановское
- Тамбовка
- Кипарисово

## Архитектура
В отличие от европейской части России, сформировавшей свой архитектурный облик на основе преемственности, дальневосточные торговые центры не имели свойственных ей пассажей и галерей и, как правило, вынуждены были возводиться в местах со сложным рельефом, на местности, подверженной заболоченности. Если в Европе магазины строились вдоль трактов, то здесь они лепились по берегам бухт и рек; мест для стоянок гужевого транспорта было меньше, и торговые площади также были небольшими. Для Приморья был характерен не экстенсивный, а концентрированный маркетинг с объединением магазинов, складов, ремонтных и жилых помещений, холодильников, электростанций, кочегарок и т. д. в одном месте. Кроме того, многие посёлки Дальнего Востока строились как форпосты в основном военными инженерами. Использовался местный красный кирпич, иногда с раскреповкой углов естественным камнем и с облицовкой цоколя. Военные постройки в эстетическом плане являлись единственным объектом для подражания и были характерны для Владивостока, Посьета, Раздольного, Барабаша и Новокиевки. Архитектура длинных торговых рядов с аркадами и колоннадами, построенных на Дальнем Востоке сибирскими купцами, в целом имела небольшую популярность. Ко времени освоения Приморья эпоха классицизма сменилась на русский стиль. Крупные магазины фирмы «Кунст и Альберс» не вписывались в городскую постройку и как бы противостояли ей. Они несли семантическую нагрузку, далёкую от торговли. Во Владивостоке магазин напоминает роскошный театр, в Уссурийске — выделяется башней, в Имане и Спасске — декорирован как особняк в стиле модерн, в Благовещенске — претендует на здание городской думы. Они позиционировали себя не торговыми зданиями, а форпостами западной культуры на Дальнем Востоке.
С 1902 года началось сотрудничество фирмы «Кунст и Альберс» с молодым архитектором Георгом Юнгхенделем, недавно прибывшим из Германии. Георг стал личным специалистом компании. Ему и его архитектурно-строительному бюро доставались крупнейшие строительные контракты Торгового дома как во Владивостоке, так и в филиалах.
В 1909 году Георг Юнгхендель построил кирху Святого Павла в стиле северогерманской готики (нем. Norddeutscher Backsteingotik), ныне старейшее церковное здание Владивостока. Основные средства на строительство внесла фирма «Кунст и Альберс», управляющий которой, Адольф Даттан, много лет входил в руководство церковного совета и долгое время был его председателем.

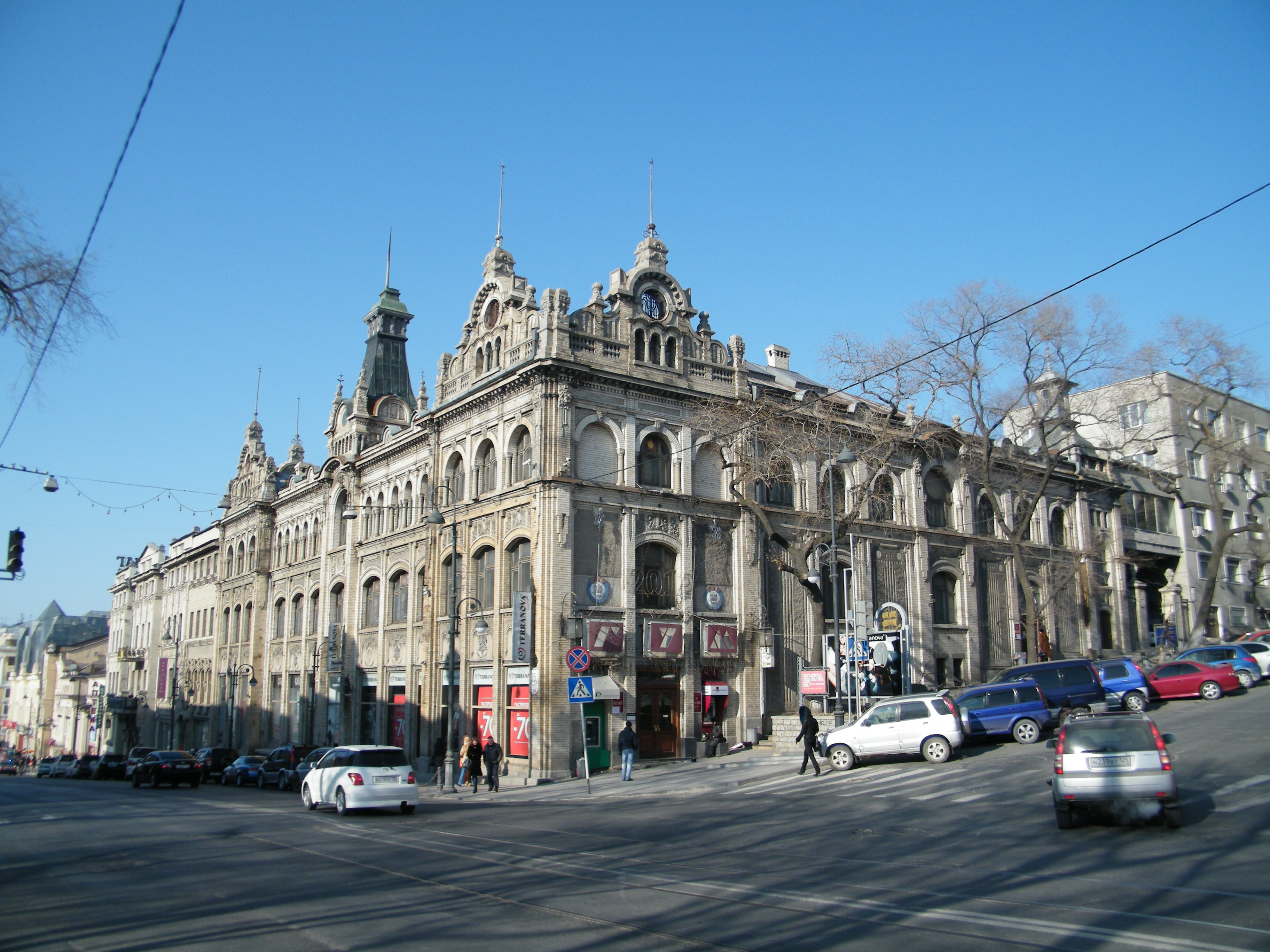
ГУМ во Владивостоке
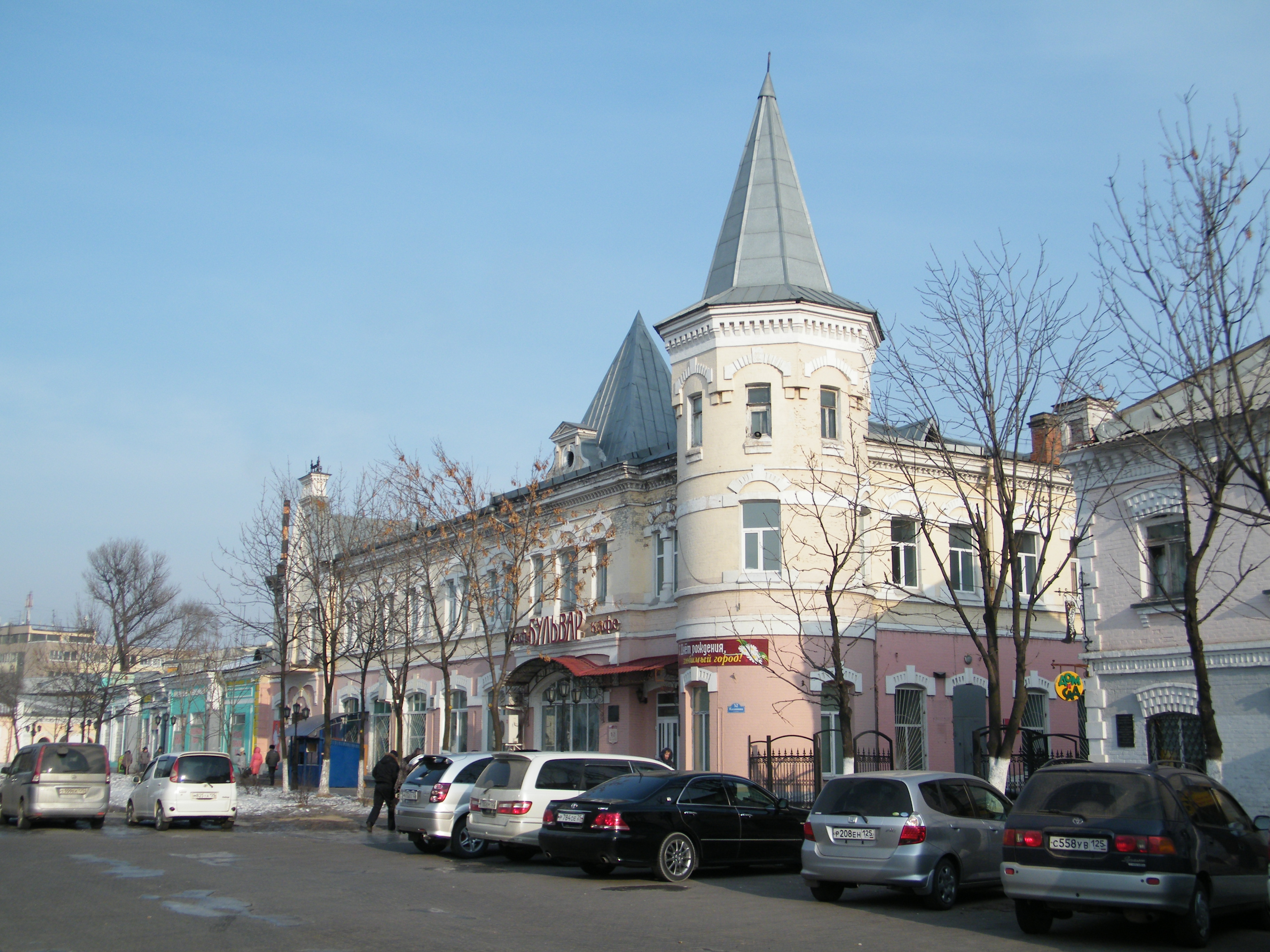
ГУМ в Уссурийске (вдали — магазин купца Чурина)
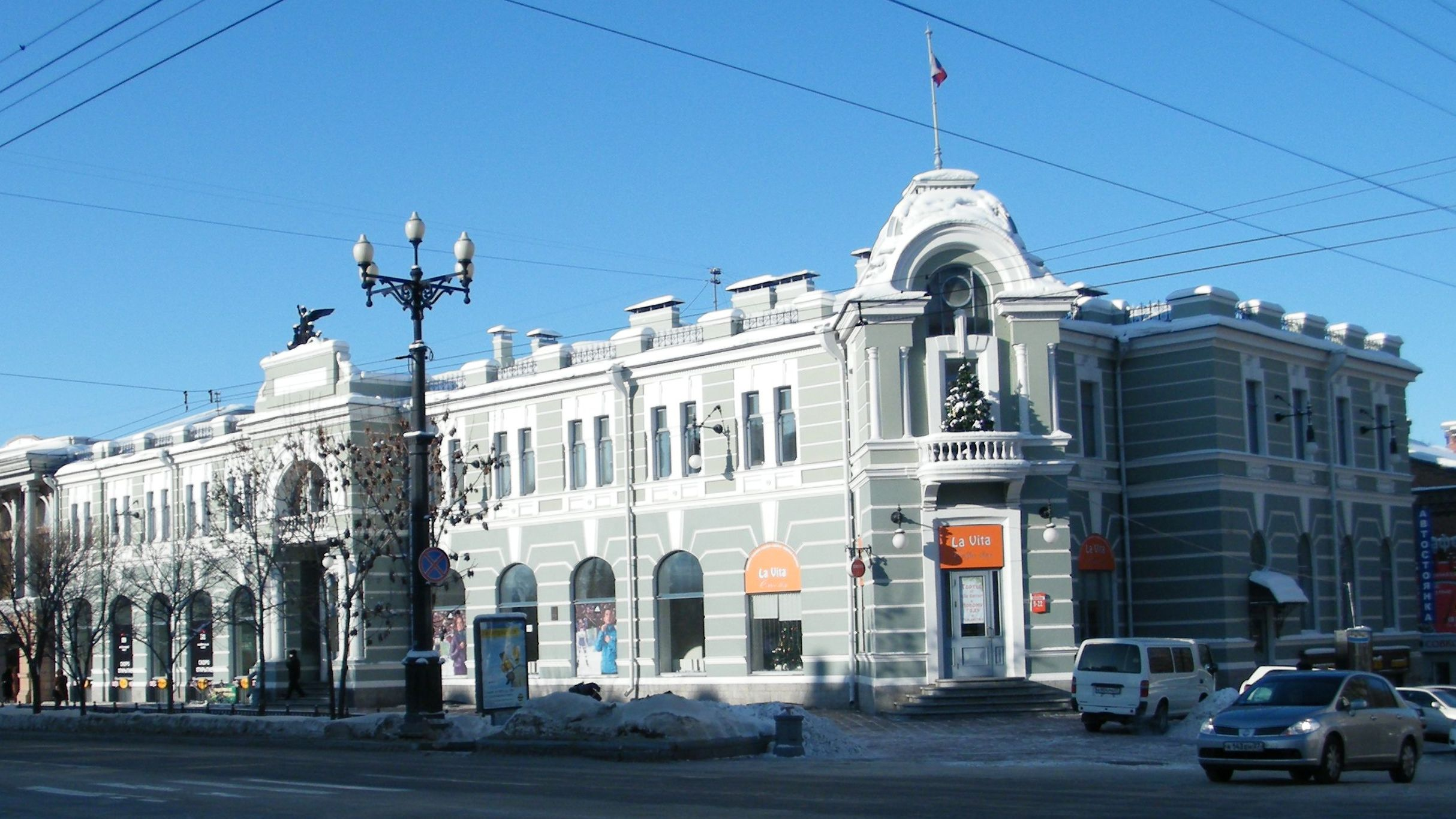
Хабаровск. До начала XXI века — Центральный гастроном, сейчас — бутики промтоварных брендов.
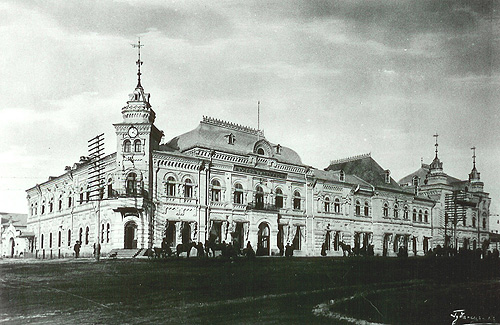
ГУМ в Благовещенске
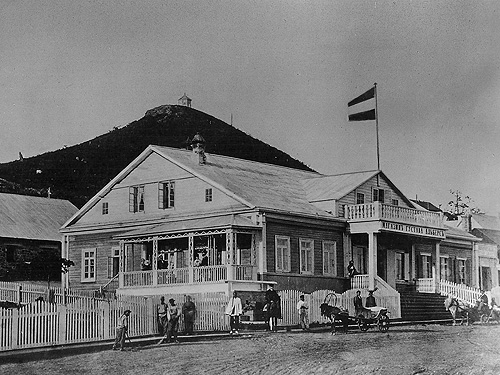
Магазин Густава Альберса во Владивостоке, 1876 год
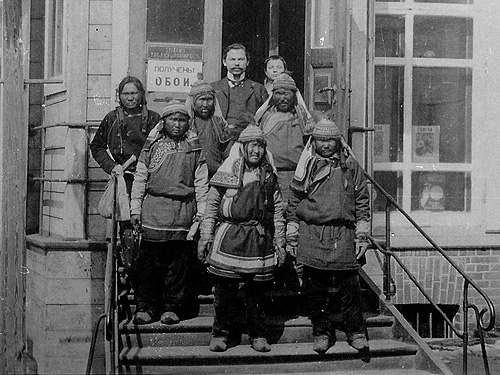
Гольды (нанайцы) и работники филиала
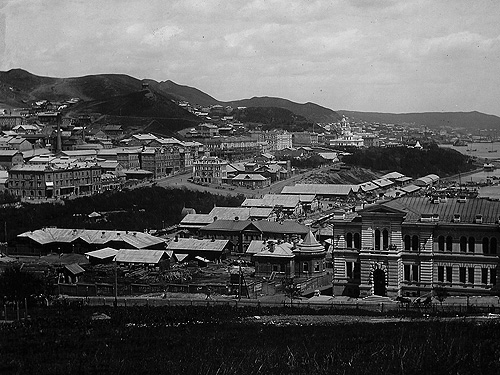
Владивосток, 1900 год. Вдали — торговый дом Кунста и Альберса
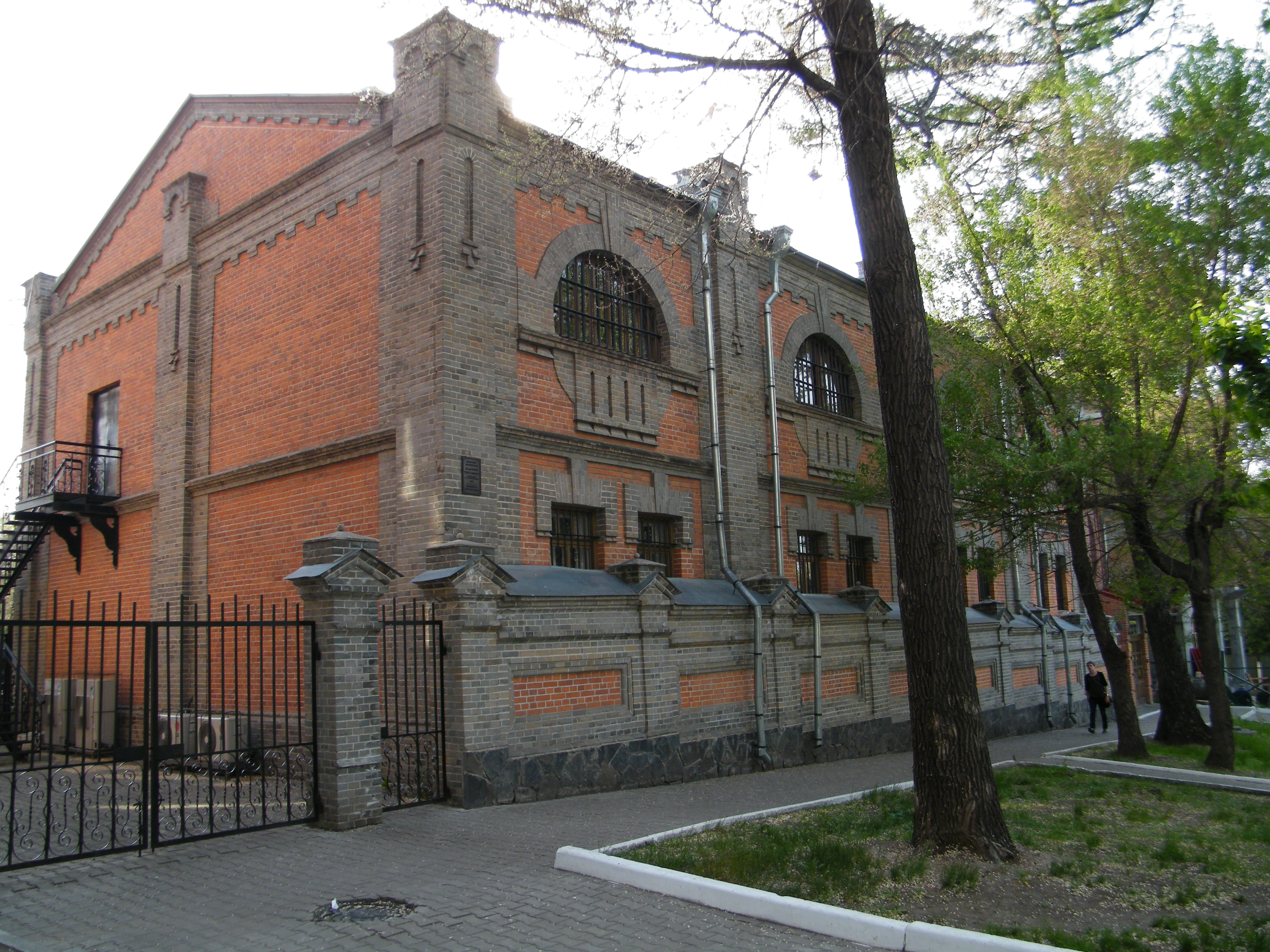
Склад Кунста и Альберса (Хабаровск, ул. Истомина, 51)
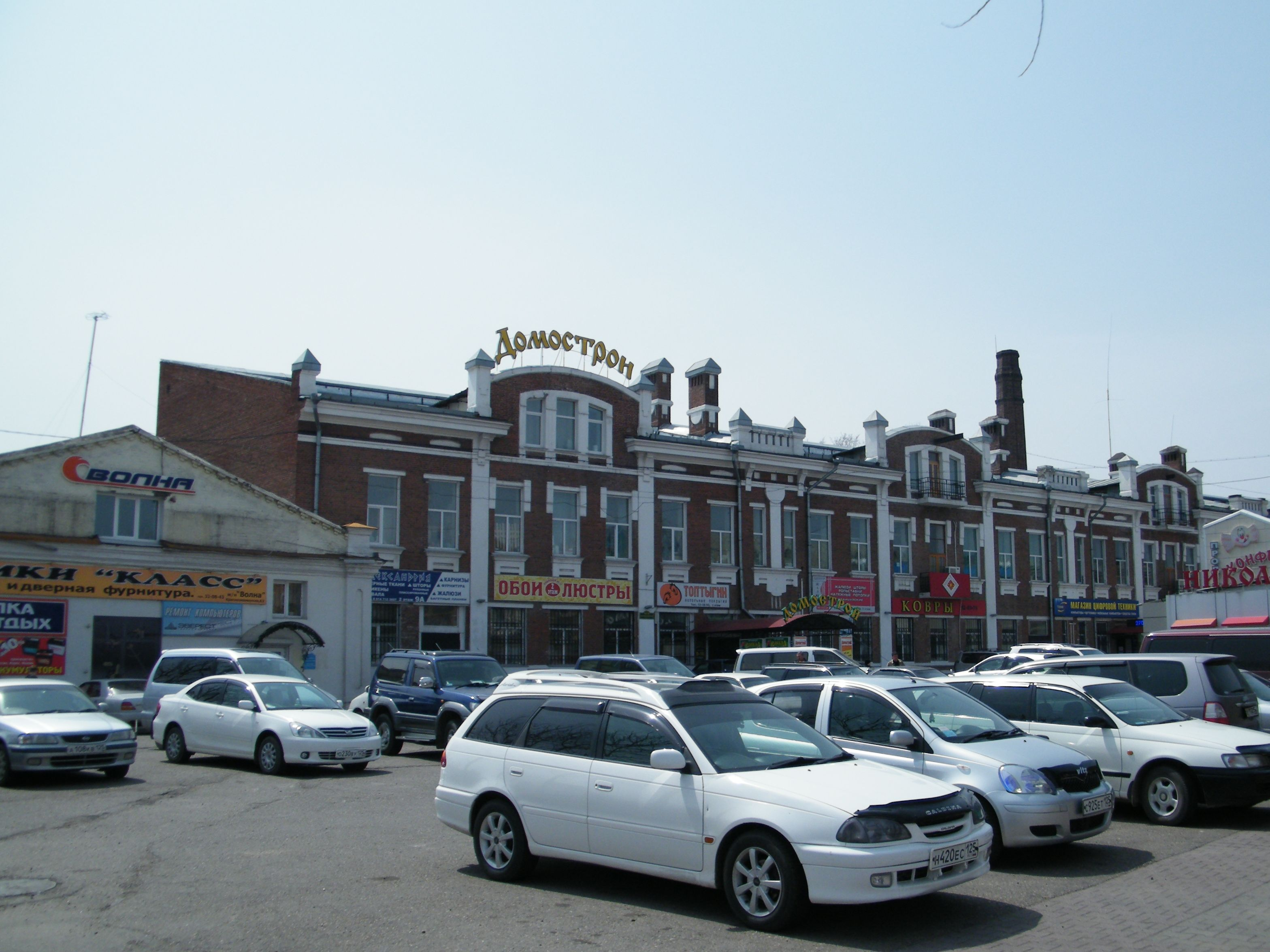
Склад Кунста и Альберса в Уссурийске
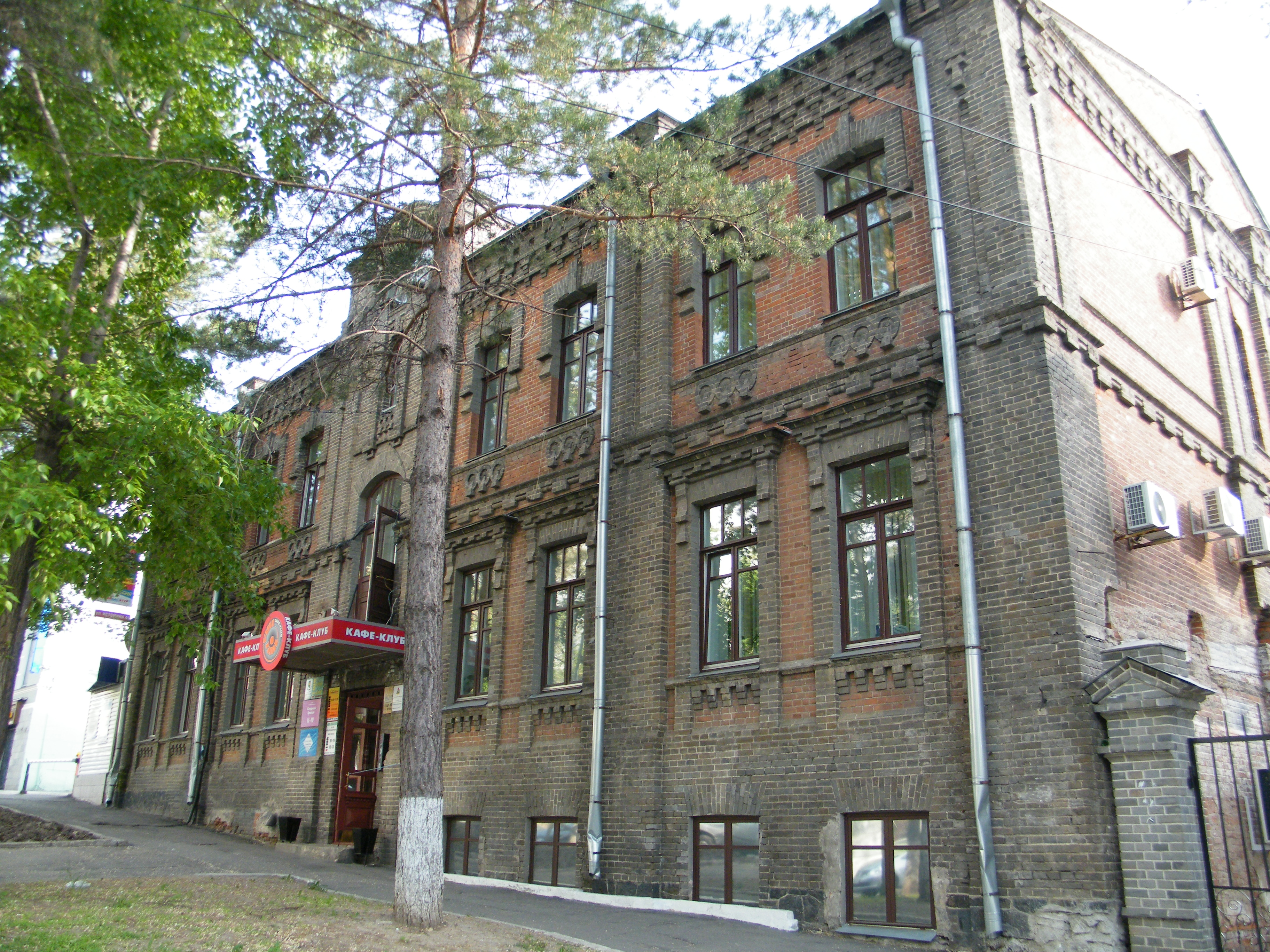
Общежитие служащих фирмы (Хабаровск, ул. Истомина, 49)
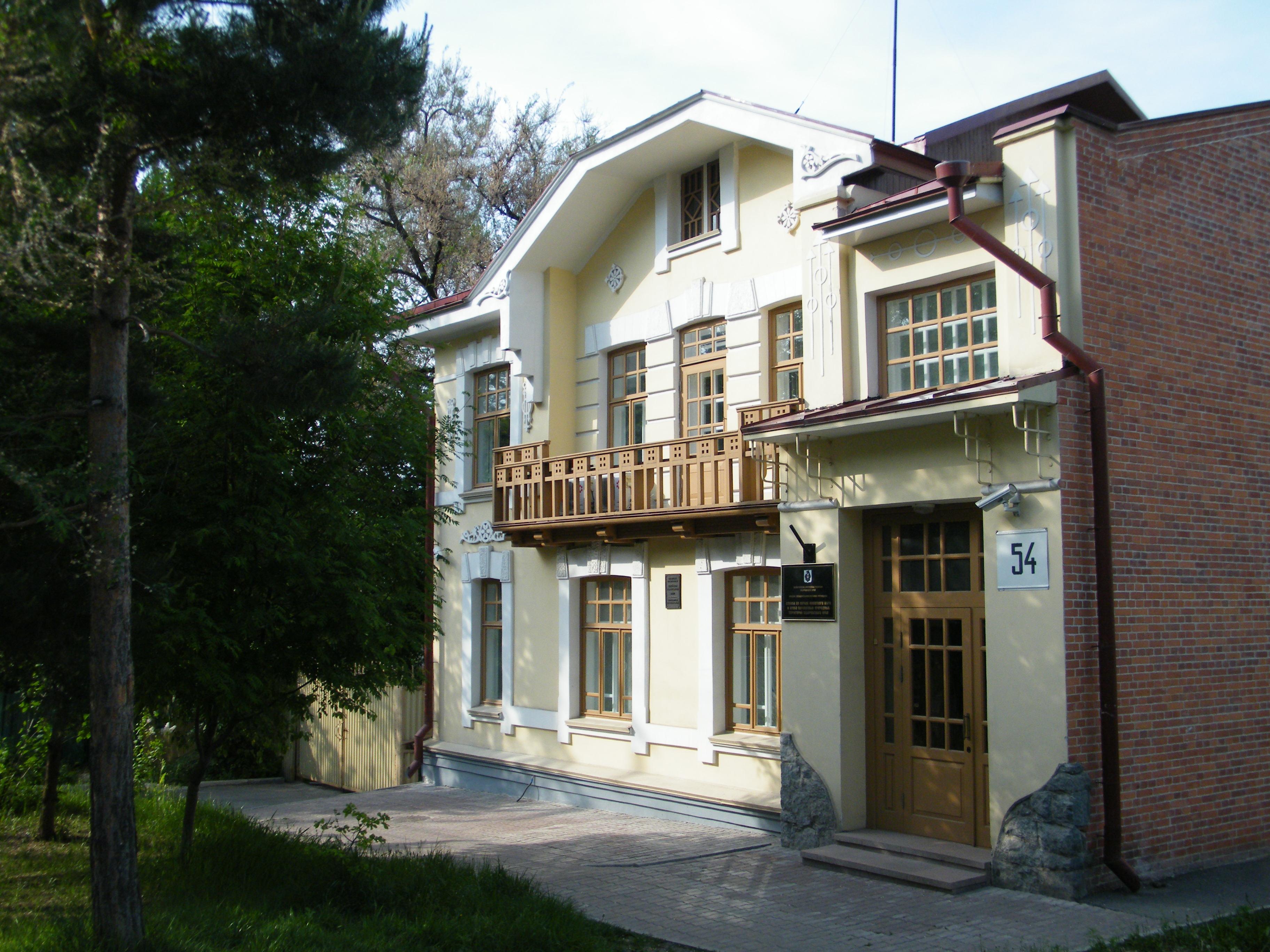
Дом Даттана (Хабаровск, ул. Истомина, 54)
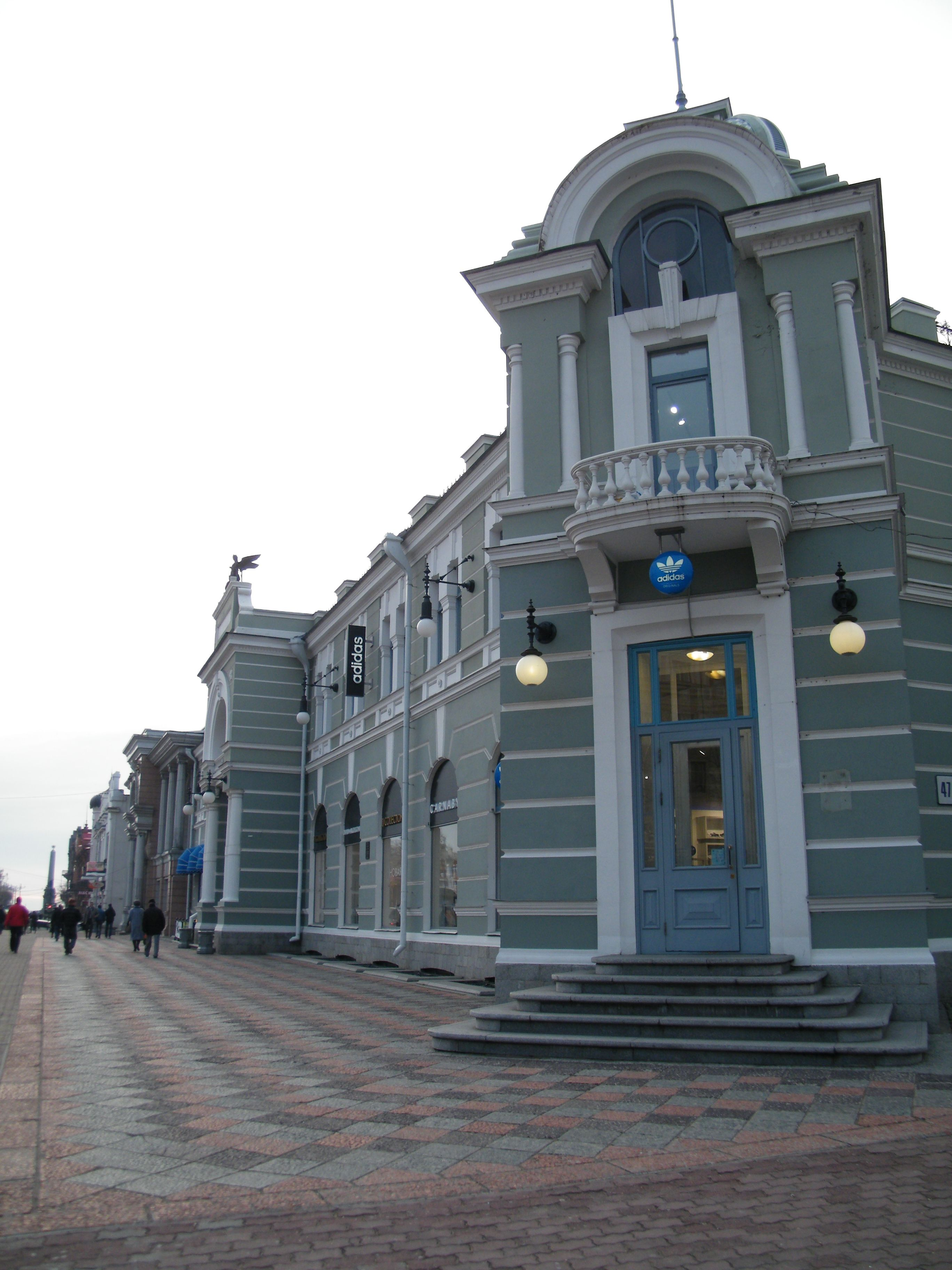
При реставрации ГУМа в Хабаровске найдена неповреждённая мостовая начала XX века